# Episodi di Atypical (quarta stagione)
La quarta stagione della serie televisiva Atypical, composta da 10 episodi, è stata interamente pubblicata sul servizio di video on demand Netflix il 9 luglio 2021 in tutti i territori in cui il servizio è disponibile.
| n° | Titolo originale              | Titolo italiano          | Pubblicazione USA | Pubblicazione Italia |
| -- | ----------------------------- | ------------------------ | ----------------- | -------------------- |
| 1  | Magical Bird #1               | L'uccello magico n.1     | 9 luglio 2021     | 9 luglio 2021        |
| 2  | Master of Penguins            | L'esperto di pinguini    | 9 luglio 2021     | 9 luglio 2021        |
| 3  | You Say You Want a Revolution | E rivoluzione sia        | 9 luglio 2021     | 9 luglio 2021        |
| 4  | Starters and Endings          | Lievito madre            | 9 luglio 2021     | 9 luglio 2021        |
| 5  | Dead Dreams                   | La morte dei sogni       | 9 luglio 2021     | 9 luglio 2021        |
| 6  | Are You in Fair Health?       | Sei in buona salute?     | 9 luglio 2021     | 9 luglio 2021        |
| 7  | Channel the Cat               | Concentrati sulla gatta  | 9 luglio 2021     | 9 luglio 2021        |
| 8  | Magical Bird #2               | L'uccello magico n.2     | 9 luglio 2021     | 9 luglio 2021        |
| 9  | Player's Ball                 | Il ballo della palla     | 9 luglio 2021     | 9 luglio 2021        |
| 10 | Dessert at Olive Garden       | Dessert all'Olive Garden | 9 luglio 2021     | 9 luglio 2021        |

## L'uccello magico n.1
- Titolo originale: Magical Bird #1
- Diretto da: Tom Magill
- Scritto da: D.J. Ryan

### Trama
Sam si trasferisce con Zahid in un nuovo appartamento, anche se in seguito troverà difficoltà nel sopportarlo a causa delle sue strane abitudini e del suo stile di vita. Nel frattempo, Casey cerca di dire a Doug della sua nuova relazione con Izzie, mentre Doug assume anche l'ex fidanzato di Casey, Evan, come tirocinante EMT.

## L'esperto di pinguini
- Titolo originale: Master of Penguins
- Diretto da: Michael Medico
- Scritto da: Bob Smiley

### Trama
Sam riceve una lettera in cui si afferma che è in pericolo di ammonizione. Per evitare ciò, cerca di intervistare quante più persone possibile per un'assegnazione di crediti extra. Nel frattempo, il programma impegnativo di Casey inizia a influenzare i suoi voti, mentre continua ad allenarsi per l'UCLA. Paige ha anche la possibilità di diventare la manager del suo posto di lavoro. Mentre frequenta le lezioni di Zumba, Elsa incontra Megan che sta riprendendo Amber dalle lezioni di violino. Sulla strada per una festa di pensionamento per il collega di Doug, Chuck, Doug rivela a Elsa che lui e Megan si sono baciati a New York.

## E rivoluzione sia
- Titolo originale: You Say You Want a Revolution
- Diretto da: Rebecca Asher
- Scritto da: Mike Oppenhuizen

### Trama
Sam decide che vuole andare in Antartide e inizia a fare piani per ottenere i soldi per il viaggio. Tuttavia, Bob annuncia che Techtropolis sta chiudendo, lasciando Sam e Zahid senza un lavoro per pagare l'affitto. Sam decide quindi di fare una svendita, che non va neanche bene. Dopo aver ricevuto un consiglio dalla sua amica Abby, decide di organizzare una raccolta fondi con i suoi amici per ottenere denaro. Alla raccolta fondi, fa una presentazione ed i suoi amici gli danno dei soldi. Paige, che aveva un appuntamento con Sam programmato per quella notte, diventa frustrata e raggiunge il suo punto di rottura, dicendo che Sam non sopporta il freddo e non ha mai preso un aereo. Questo fa arrabbiare Sam. Casey, tuttavia, ruba le chiavi del posto di lavoro di Paige (Sal E. Sour Cream) e trascorrono del tempo nel congelatore per abituare Sam alle temperature fredde. Nel frattempo, Casey e Izzie decidono di organizzare una protesta contro il codice di abbigliamento scolastico della Clayton. Doug scopre anche che il suo ex collega Chuck ha avuto un attacco di cuore ed è morto.

## Lievito madre
- Titolo originale: Starters and Endings
- Diretto da: Angela Tortu
- Scritto da: Robia Rashid

### Trama
Dopo che Doug ed Elsa partecipano al funerale di Chuck, Doug sprofonda in una depressione. Prende il lievito madre di Chuck e lo conserva nel suo frigo. Quando Elsa lo butta accidentalmente, Doug si arrabbia sia con Elsa che con Sam. Paige si scusa con Sam per il suo sfogo e gli dà un paio di stivali da neve per il suo viaggio programmato in Antartide. Intanto Sam fa fatica a imparare a costruire una tenda, ma in seguito riceve aiuto da Doug dopo che si è scusato per il suo sfogo. Nel frattempo, Casey e Izzie temono di poter essere sospese per la loro protesta, ma Casey finisce per ricevere un avvertimento mentre Izzie viene sospesa. Anche Casey inizia a stressarsi con i suoi impegni, quindi inizia a fare la prepotente con Paige costringendola a svolgere compiti ridicoli, per decretare se Paige fosse come Gretchen o come Miss Shackleton.